# Powroźnik
Powroźnik is een dorp in de Poolse woiwodschap Klein-Polen. De plaats maakt deel uit van de gemeente Muszyna.